# Boltenia transversaria
Boltenia transversaria is een zakpijpensoort uit de familie van de Pyuridae. De wetenschappelijke naam van de soort is, als Halocynthia transversaria, voor het eerst geldig gepubliceerd in 1904 door C.P. Sluiter.